# 2009年鐵路
此條目列出2009年發生有關鐵路運輸的事件。

## 事件

### 1月
- 1月1日：石太客運專線通車。
- 1月12日：碼頭區輕便鐵路倫敦城市機場支線下穿泰晤士河延長線至伍利奇兵工廠站開放[1][2]。

### 2月
- 2月28日：新加坡地鐵東西線由文禮延長至裕群。

### 3月
- ：泰寮友誼橋向鐵路貨運開放[3]。
- 3月7日：聖彼得堡地鐵伏龍芝－海濱線由花園站延長至茲韋尼哥羅德站，右岸線加設救世主站。
- 3月13日：安卡拉－伊斯坦堡高速鐵路首段介於安卡拉和埃斯基謝希爾的部分開始營運。
- 3月14日：西府站、西大宮站、南大高站、鹿部站、廣木站及久留米高校前站啟用，東京近郊區間擴大。信濃鐵道開設千曲站。
- 3月16日：紐約市南碼頭-白廳街車站翻新四年後正式開放[4]。
- 3月18日：阿達納地鐵開始試運行。
- 3月20日：阪神難波線開業，尼崎站－大阪難波站開業，阪神三宮站開行直達近鐵奈良站列車。

### 4月
- 4月1日：西日本旅客鐵道宮島聯絡船的營運商由西日本旅客鐵道宮島船舶管理所改為JR西日本宮島渡輪，天龍濱名湖鐵道開設大森站，若櫻鐵道由第1種鐵道事業者變成第2種鐵道事業者，若櫻線改以第3種鐵道事業者營運。
- 4月8日：近江鐵道開設彥根芹川站。
- 4月26日：平成筑豐鐵道開設門司港懷舊觀光線。
- 4月30日：朱美拉棕櫚島單軌鐵路通車。

### 5月
- 5月15日：曼谷大眾運輸系統是隆線鄭皇橋車站至大羅斗圈站通車。
- 5月28日：新加坡地鐵環線通車，來往巴特禮至瑪麗蒙。

### 6月
- 6月1日：仁川都市鐵道1號線由東幕站延長至國際業務地區站。
- 6月14日：HSL 3通車。

### 7月
- 7月1日：京義線開行電氣化列車。
- 7月6日：台北捷運內湖線通車。
- 7月11日：東京急行電鐵大井町線由二子玉川站延長至溝之口站。
- 7月18日：西雅圖海灣輕鐵中央線開放，使用西雅圖市中心公交隧道。
- 7月24日：首爾地鐵9號線第一階段開花站至新論峴站開放通車。
- 7月26日：將軍澳綫康城站正式啟用。
- ：克爾曼與扎黑丹的鐵路首次將歐洲和印度的鐵路連接起來，但需要轉軌（英语：break-of-gauge）。

### 8月
- 8月16日：西鐵綫南延至紅磡站的九龍南綫完工，開放使用[5]。東鐵綫縮回至紅磡站。
- 8月17日：溫哥華架空列車加拿大線開放通車。
- 8月30日：新波特蘭運輸樞紐（英语：Portland Transit Mall）輕軌部分開放，起初（至9月12日）只由波特蘭輕軌黃線（英语：MAX Yellow Line）使用[6]。

### 9月

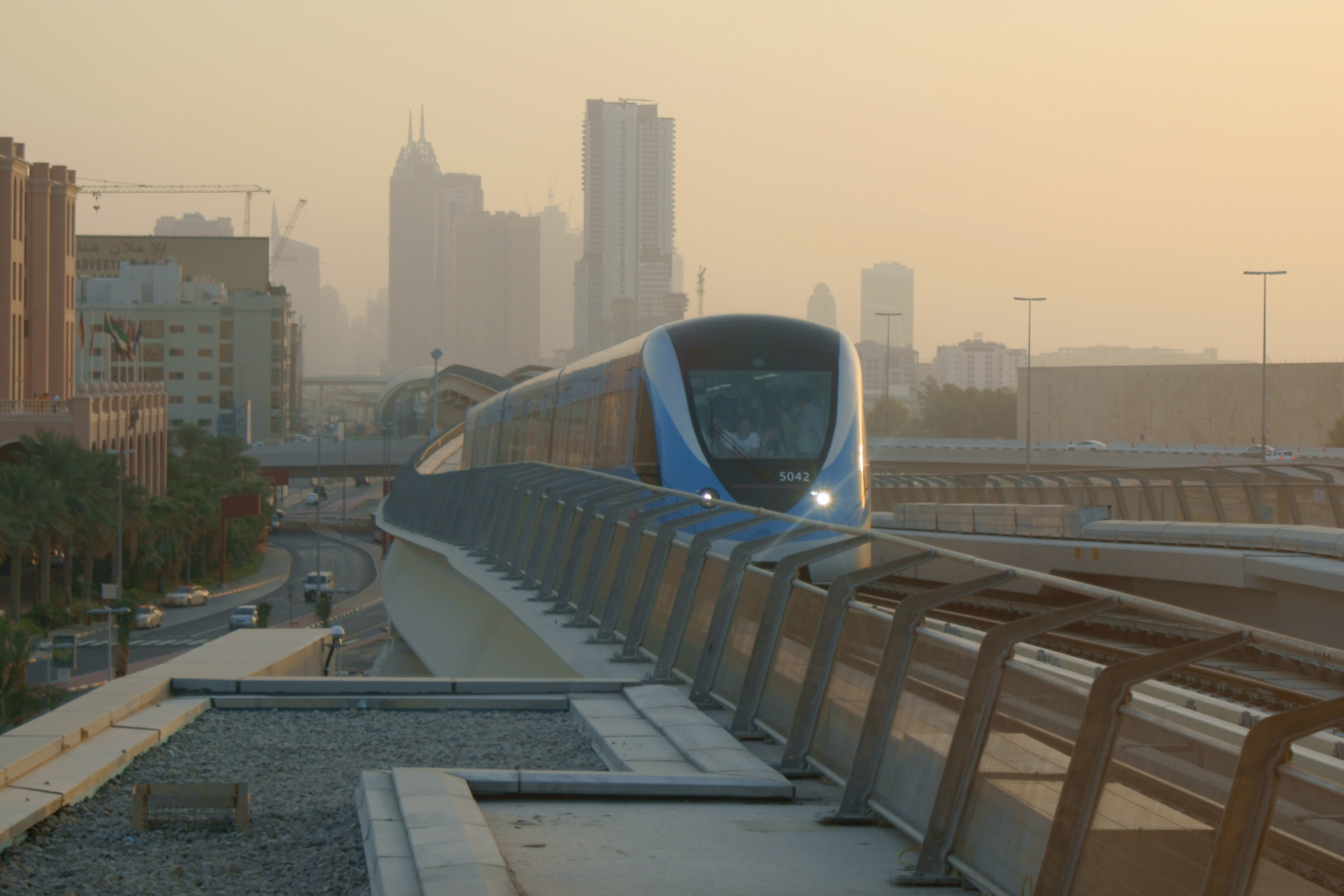
杜拜地鐵啟用日

- 9月7日：荷蘭高速鐵路南線和HSL 4通車。
- 9月9日：杜拜地鐵紅線（英语：Red Line (Dubai Metro)）部分開放。
- 9月12日：波特蘭輕軌綠線（英语：MAX Green Line）通車，可由波特蘭州立大學前往克拉克默斯市中心交通中心（英语：Clackamas Town Center Transit Center）[7][8]。
- 9月23日：瀋陽地鐵1號線通車。
- 9月28日：北京地鐵4號線通車，來往安河橋北站至公益西橋站。大麗鐵路通車。

### 10月
- 10月1日：釜山交通公社釜山都市鐵道2號線開設釜山大學梁山分校站。
- 10月8日：台北捷運木柵線改名為文湖線[9]。

### 11月
- 11月1日：北陸鐵道廢除石川線鶴來站至加賀一之宮站段。
- 11月13日：英國城際鐵路東海岸主線乘客服務專利權由東海岸全國特快轉移至英國運輸部擁有的公司直接營運鐵路（英语：Directly Operated Railways）有限公司，商標為東海岸（英语：East Coast (train operating company)）[10][11][12]。
- 11月16日：北星線（英语：Northstar Line）通車。
- 11月18日：烏準鐵路通車。
- 11月27日：2009年尼夫斯基特快爆炸事件（英语：2009 Nevsky Express bombing）：一名恐佈份子在莫斯科－聖彼得堡鐵路營運的高鐵列車底下引爆炸彈，導致列車出軌，28人死亡，超過90人受傷。
- 11月30日：墨爾本都會列車（港鐵公司的子公司）取得墨爾本的市郊鐵路營運權[13][14]。

### 12月
- 12月1日：7號線上海大學站至花木路站通車。
- 12月1日：塔斯曼尼亞政府持有的塔斯曼尼亞鐵路公司取代太平洋國家鐵路（英语：Pacific National）在島上的營運[15]。
- 12月9日：倫敦地鐵環線停止以完整的環線營運，是自1884年以來首次[16]。
- 12月13日：首班大力士高速列車在荷蘭高速鐵路南線開始商業營運，是荷蘭首次有高鐵列車以300公里/小時速度行駛[17]。
- 12月13日：1號高速鐵路開始營運本地列車。
- 12月13日：巴塞羅那地鐵9號線通車。
- 12月18日：游隼號列車開始在莫斯科和聖彼得堡之間營運。
- 12月18日：精霍鐵路通車，初期只進行貨物運輸。
- 12月23日：（一般營業自12月24日起）富山地方鐵道富山都心線丸之內停留場－西町停留場通車。
- 12月26日：武廣高速鐵路通車。
- 12月26日：莫斯科地鐵阿爾巴特-波克羅夫卡線斯特羅金諾站延長至米金諾站。
- 12月28日：廣州地鐵4號線車陂南站啟用，5號線滘口站至文沖站通車。
- 12月31日：芝加哥交通管理局芝加哥地鐵棕線增加容量計劃完成[18]。
- 12月31日：上海地鐵9號線宜山路站至世紀大道站通車，11號線江蘇路站至嘉定北站通車，合武鐵路通車。